# Izabella (telenowela)
Izabella (hiszp. Isabella, mujer enamorada) – telenowela peruwiańska z 1999 roku. Akcja telenoweli toczy się w latach 30. XX wieku. W Polsce serial był emitowany na kanale RTL 7 w 2001 roku potem na TVN 7.

## Fabuła
Akcja rozpoczyna się na początku XX wieku, na plantacji bawełny w Peru. Leandra, piękna chłopka zachodzi w ciążę z paniczem
Andresem, którego żona Rosario nie może mieć dzieci. Leandra rodzi bliźniaczki, wiedząc, że matka Andresa – Gertrudis będzie chciała zabrać jej dzieci, ucieka i znajduje schronienie w domu pani Riveau. Niestety słudzy Gertrudis wysłani w pogoń za Leandrą pozwalają jej zatrzymać tylko jedno dziecko, na co bardzo zła jest Gertrudis. Madame Riveau przyjmuje dziecko i wychowuje jako własne, a Leandra zostaje zatrudniona jako pokojówka i wyjeżdżają do Limy. Z kolei Izabela wychowuje się na plantacji de Linares, wychowywana przez Andresa i Rosario. Mijają 23 lata. Clara w drodze powrotnej z Europy poznaje przystojnego Fernanda. Gdy wraca, jej domniemana matka jest bardzo chora. Leandra  mówi prawdę Clarze i to zmienia jej życie na zawsze. Madame Riveau umiera, Clara zgadza się poślubić milionera Fernando De Alvear, gdy Fernando chce odejść od Clary namawiają lekarza, aby powiedział mu, że jest bezpłodny. W Europie, Fernando przypadkowo spotyka Izabelę i staje się jej kochankiem, nie podejrzewa jednak, że jest bliźniaczką jego żony. Fernando i Clara mają wypadek lotniczy, dzięki czemu Fernando może wziąć ślub z Izabelą. Przyprowadza ją do swojego domu, gdzie wszyscy mają jeszcze bardzo żywe wspomnienia o Clarze. Clara też przeżywa ten wypadek, jednak ma oszpeconą połowę twarzy, którą skrywa pod maską. Postanawia ukryć się na poddaszu rezydencji męża i planuje zemstę.

## Obsada
- Ana Colchero – Isabella Linares/Clara "Claire" Riveau De Alvear/ Leandra Joven
- Christian Meier – Fernando De Alvear
- Teddy Guzmán – Leandra
- Lucía Irurita – Gertrudis de Linares
- Javier Valdés – Andrés Linares
- Concha Cuetos – Madame Riveau
- Nancy González – Victoria De Alvear
- Yajaira Orta – Rosario de Linares
- Javier Echevarría – Gabriel Linares
- Santiago Magill – Augusto Calderón
- Paul Martin – Francisco De la Vega
- Reynaldo Arenas – Ojciec Rubén
- William Bell Taylor – Daniel Zavala
- Élide Brero – Adelaida
- Eleana Carrión – Amelia
- Rossana Fernández Maldonado – Patricia Armendáriz